# 山尾悠子
山尾 悠子（やまお ゆうこ、1955年3月25日 -）は、日本の小説家、幻想文学作家、歌人。日本文藝家協会会員。岡山県岡山市出身。
澁澤龍彦経由でシュールレアリスム系の芸術に強い影響を受けている。クールかつ詩的な文体で幻想的な別世界を創造し、惜しげもなくそれを崩壊させるというパターンを繰り返し、カタストロフに満ちた残酷で美しい作品を執筆した。寡作で知られ、1985年以降作品の発表が一時途絶したが、1999年に執筆を再開している。

## 経歴
幼少期にC・S・ルイスの子ども向けファンタジー『ナルニア国物語』シリーズ最終巻『さいごの戦い』を読み、「敵も味方ももろともに暗い世界へと崩壊していくイメージ」に大きな衝撃を受ける（山尾は『ナルニア国物語』は別だが、ファンタジー読者ではないと述べている）。
地元の同級生に金原瑞人（ヤングアダルト評論・英米文学翻訳者）がいる。岡山県立岡山操山高等学校に進学。高校までは泉鏡花、谷崎潤一郎、岡本かの子などの全集を読んだ。
同志社大学文学部国文科に進学。大学図書館で『澁澤龍彦集成』（桃源社）を手に取り、異端文学に興味を持つようになる。「黒と緑で装丁された箱も内容も衝撃的だった。シュールレアリスムの画家デルボーら何もかも教えられた」という。塚本邦雄は、貧乏学生時代に食費を削って次々刊行される豪華本新刊を購入するほど熱烈なファンだった。詩人の高橋睦郎の影響も受ける。専攻は谷崎潤一郎と泉鏡花で迷い、鉛筆を倒して鏡花に決めた。大学在学中の1973年に「仮面舞踏会」を『S-Fマガジン』（早川書房）のSF三大コンテスト小説部門（のちのハヤカワ・SFコンテスト）に応募して選外優秀作に選ばれ、1975年11月号の「女流作家特集」で掲載され20歳でデビューした。
その後、山陽放送に勤務しテレビ制作部で美術を担当するかたわら、『S-Fマガジン』、『奇想天外』（奇想天外社）、『SFアドベンチャー』（徳間書店）、『小説ジュニア』（集英社）などの雑誌に 作品を発表。
日本SF作家クラブのメンバーとして小松左京、星新一、筒井康隆、手塚治虫、永井豪らに刺激を受け、小松から「みずみずしく、深みのあるSF感覚」と高く評価された。なお、2020年9月時点で、日本SF作家クラブの会員一覧に山尾の名前はない。
山尾作品はSFよりむしろ伝統的な幻想小説といった趣であったが、作家の野阿梓いわく、当時の文学には山尾のような作品を受け入れる媒体はなかったようである。SFというジャンルでは架空世界を描く幻想小説を拒む編集者もいたため、山尾は「私の小説はSFでは場違いではないか、現代詩から出発していればと思っていた」と述べている。1979年に退職して執筆に専念し、1980年には書き下ろしの長編第1作『仮面物語』を上梓、若いころから短歌も作っており、1982年には唯一の歌集『角砂糖の日』を刊行、1985年以降は作品発表が途絶え、徐々に伝説的な作家と見なされていく。結婚・子育てがあり、本人曰く十数年の沈黙期間は意図的なものではなく、結果的にそうなったのだという。
十数年の休止期間を経て、1999年に『幻想文学 第54号』（アトリエOCTA）に「アンヌンツィアツィオーネ」を発表して復活。インターネットの読書系サイトで熱烈な支持を集め、これが一つの原動力となり、2000年に、単行本未収録作も含む作品を集めた『山尾悠子作品集成』が国書刊行会で刊行。山尾はインターネットについて、自分の作品が誰かのことろにちゃんと届いていたのだと初めて分かり、感動したと述べている。2003年9月には2作目の書き下ろし長編『ラピスラズリ』を発表した。2004年には金原瑞人らと、ジェフリー・フォード（Jeffrey Ford）『白い果実』（Physiognomy）を翻訳している。
2018年発表の『飛ぶ孔雀』で第46回泉鏡花文学賞、第39回日本SF大賞、第69回芸術選奨文部科学大臣賞（文学部門）を受賞した。
2018年時点で、岡山県都窪郡に在住している。

## 作品
『SFマガジン』で作品を発表していたこともあり、SF作家として認知され斯界にファンも多く、ある種未来的・異世界的な意匠が頻出するが、本質は幻想文学である。荒巻義雄は「安部公房や倉橋由美子などの幻想文学の戦列に繋がるもの」と述べている（早川書房『夢の棲む街』解説）。評論家の石堂藍は、山尾は日本に一人しかいないと強く感じさせる作家であり、完全に時流から離れた真の幻想小説をかける作家のひとりであると絶賛している。編集者の松岡正剛は「寡作で正当に評価されてないが、現役女性作家では十本の指に入る。ファンタジーでない幻想を描ける数少ない作家」と評している。ファンタジーの意味を広くとり、ファンタジー作家として名前が挙がることもある。石堂藍は、滅びや退廃を感じさせる物語を描くファンタジー作家として、ロード・ダンセイニやタニス・リーと並び紹介し、共に言葉を重視し徹底的に空想的な世界を描くとして井辻朱美と好対照と述べている。
澁澤龍彦と、彼が紹介した作家達からの影響は大きく、同時にこの世代の作家のトップランナーでもあったことは、『山尾悠子作品集成』の栞に寄せた佐藤亜紀、野阿梓、小谷真理の賛辞からも読み取れる。また作風は、ボルヘスやマンディアルグとの共通点も指摘されている。
作品は難解。精密に構築された幻想的な架空の世界を舞台に、寓意的な事件が順次起きてゆくスタイルのものが多い。硬質な文体による緊密な描写が、幾何的で鮮烈なヴィジョンを生み出す、ひとことで言えば「言葉で構築された象徴派絵画」のような小説であり、それは本人もモンス・デジデリオ、ピラネージ、デルヴォー、キリコ等の「絵画から小説のイメージを得ることが割合多い」（三一書房『夢の棲む街／遠近法』後記）と述べていることからも頷ける。代表作の一つである、《腸詰宇宙》という円柱形の世界を描いた「遠近法」もまた、「マントゥアの天井画」の写真を見て構想したという。
山尾は若い頃の自己模倣を避けていると述べており、活動再開後の作品は短編中心の初期より物語を指向しているようだと評されている。
『夢の棲む街』は、『季刊幻想文学 第11号』で「幻想SF 50選」にも選ばれている。

## 著作

### 小説作品
- 『夢の棲む街』（早川書房・ハヤカワ文庫、1978年）
「夢の棲む街」「月蝕」「ムーンゲイト」「遠近法」「シメールの領地」「ファンタジア領」
- 『仮面物語 或は鏡の王国の記』（徳間書店、1980年/国書刊行会、2023年5月）
長年、文庫再刊などを辞退していた
- 『オットーと魔術師』（集英社文庫コバルト、1980年）
「オットーと魔術師」「チョコレート人形」「堕天使」「初夏ものがたり」
  - 新版『初夏ものがたり』（ちくま文庫、2024年6月）、酒井駒子挿絵
- 『夢の棲む街／遠近法』（三一書房 、1982年）
「夢の棲む街」「遠近法」「遠近法・補遺」「伝説」「繭」
- 『山尾悠子作品集成』（国書刊行会、2000年、石堂藍解題）
「夢の棲む街」「月蝕」「ムーンゲイト」「堕天使」「遠近法」「シメールの領地」「ファンタジア領」「耶路庭国異聞」「街の人名簿」「堕天使」「巨人」「スターストーン」「黒金」「童話・支那風小夜華集」「透明族に関するエスキス」「私はその男にハンザ街で出会った」「遠近法・補遺」「パラス・アテネ」「火焔図」「夜半楽」「繭」「支那の禽」「秋宵」「眠れる美女」「伝説」「月齢」「蝉丸」「赤い糸」「塔」「天使論」「ゴーレム」
- 『ラピスラズリ（国書刊行会、2003年/ちくま文庫、2012年1月）
「銅版」「閑日」「竈の秋」「トビアス」「青金石」
- 『歪み真珠』（国書刊行会、2010年/ちくま文庫 2019年3月）
「ゴルゴンゾーラ大王あるいは草の冠」「美神の通過」「娼婦たち、人魚でいっぱいの海」「美しい背中のアタランテ」「マスクとベルガマスク」「聖アントワーヌの憂鬱」「水源地まで」「向日性について」「ドロテアの首と銀の皿」「影盗みの話」「火の発見」「アンヌンツィアツィオーネ」「夜の宮殿の観光、女王との謁見つき」「夜の宮殿と輝くまひるの塔」「紫禁城の後宮で、ひとりの女が」
- 『夢の遠近法 山尾悠子初期作品選』（国書刊行会、2010年）
「夢の棲む街」「月蝕」「ムーンゲイト」「遠近法」「童話・支那風小夜華集」「透明族に関するエスキス」「私はその男にハンザ街で出会った」「傳説」「月齢」「眠れる美女」「天使論」
  - 『増補 夢の遠近法 初期作品選』（ちくま文庫、2014年11月）

文庫は「遠近法・補遺」「パラス・アテネ」を増補
- 『飛ぶ孔雀』（文藝春秋、2018年/文春文庫、2020年11月）
  - 飛ぶ孔雀（初出：『文學界』2014年1月号、2013年8月号連載）
  - 不燃性について（書き下ろし）
- 『翼と宝冠』（ステュディオ・パラボリカ、 2020年）、豆本
- 『山の人魚と虚ろの王』（国書刊行会、2021年2月）
- 『新編 夢の棲む街』（ステュディオ・パラボリカ、2022年3月）、解説川野芽生
「夢の棲む街」「漏斗と螺旋」（初出：『群像』2020年1月号）を収録

### その他
- 『歌集 角砂糖の日』（深夜叢書社、1982年）
  - 『新装版 角砂糖の日』LIBRARIE6 2016年12月[18]
- ジェフリー・フォード『白い果実』（国書刊行会、2004年）
金原瑞人・谷垣暁美と共訳
- 『迷宮遊覧飛行』（国書刊行会、2023年1月）- エッセイ集成

### 単行本未収録作品
- 部屋と喫水（『群像』2021年2月号）
- 室内（『文藝』2021年秋季号）
- メランコリア（『文學界』2023年5月号）